# Lugagnan
Lugagnan ist eine französische Gemeinde mit 163 Einwohnern (Stand 1. Januar 2022) im Département Hautes-Pyrénées in der Region Okzitanien (vor 2016: Midi-Pyrénées). Sie gehört zum Arrondissement Argelès-Gazost und zum Kanton Lourdes-2.
Die Einwohner werden Lugagnacais und Lugagnacaises genannt.

## Geographie
Die Gemeinde Lugagnan liegt am Gave de Pau und seinem Zufluss Nès in den Pyrenäen, circa vier Kilometer südlich von Lourdes in dessen Einzugsbereich (Aire urbaine) in der historischen Grafschaft Bigorre.
Umgeben wird Lugagnan von den fünf Nachbargemeinden:
| Aspin-en-Lavedan | Lourdes                                     |             |
| Viger            | Kompassrose, die auf Nachbargemeinden zeigt | Saint-Créac |
|                  | Ger                                         |             |

## Einwohnerentwicklung
Nach Beginn der Aufzeichnungen stieg die Einwohnerzahl bis zum Ende des 19. Jahrhunderts auf einen Höchststand von rund 190. In der Folgezeit sank die Größe der Gemeinde bei kurzen Erholungsphasen bis zu den 1930er Jahren auf einen Tiefstand von rund 120 Einwohnern. Es folgte eine Wachstumsphase bis zu den 1990er Jahren, in denen die Zahl der Einwohner auf rund 175 stieg. Seitdem stagniert die Gemeindegröße bis heute.
| Jahr      | 1962 | 1968 | 1975 | 1982 | 1990 | 1999 | 2006 | 2011 | 2022 |
| --------- | ---- | ---- | ---- | ---- | ---- | ---- | ---- | ---- | ---- |
| Einwohner | 163  | 165  | 158  | 143  | 173  | 171  | 165  | 154  | 163  |

## Sehenswürdigkeiten

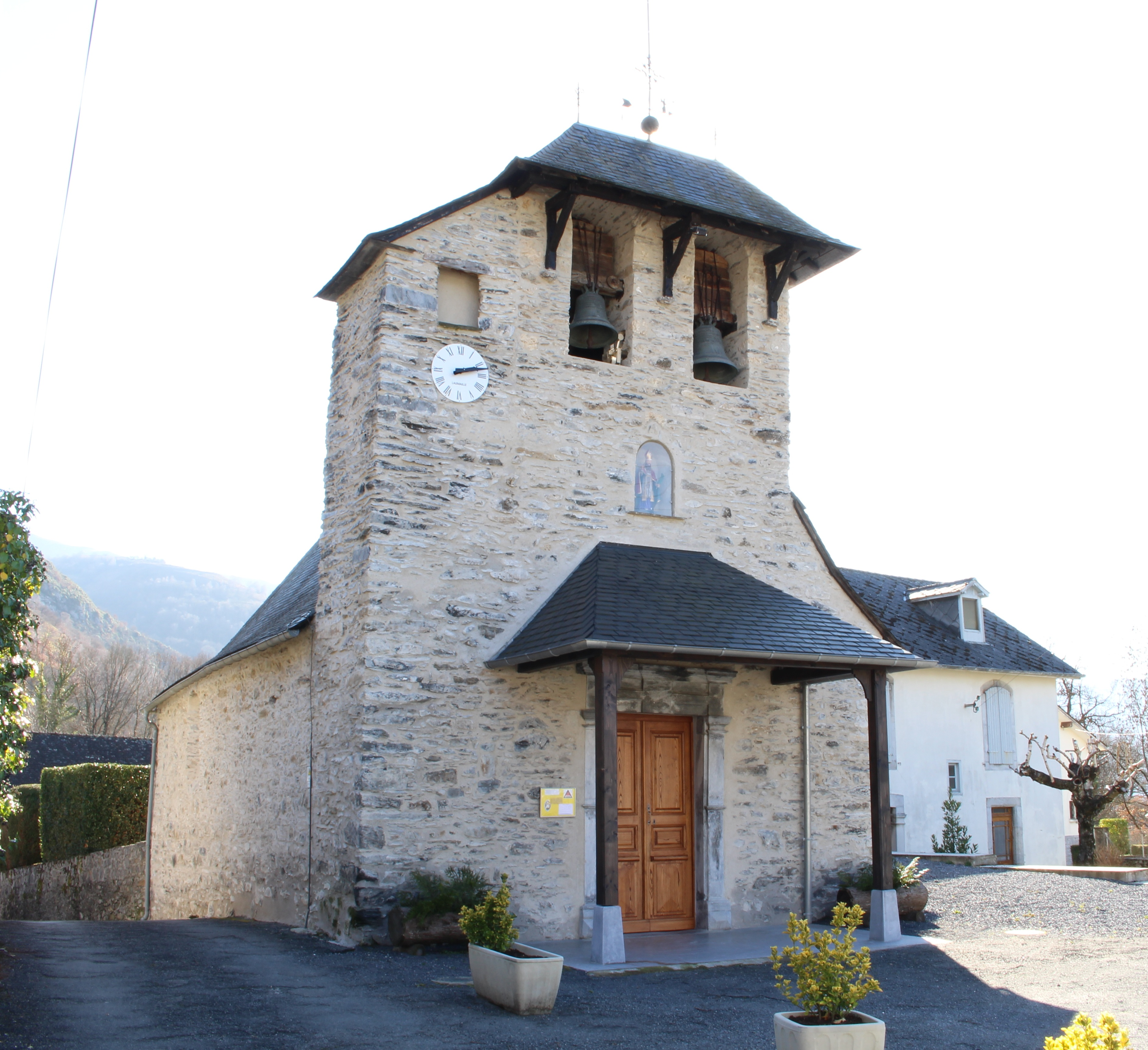
Pfarrkirche Saint-Saturnin

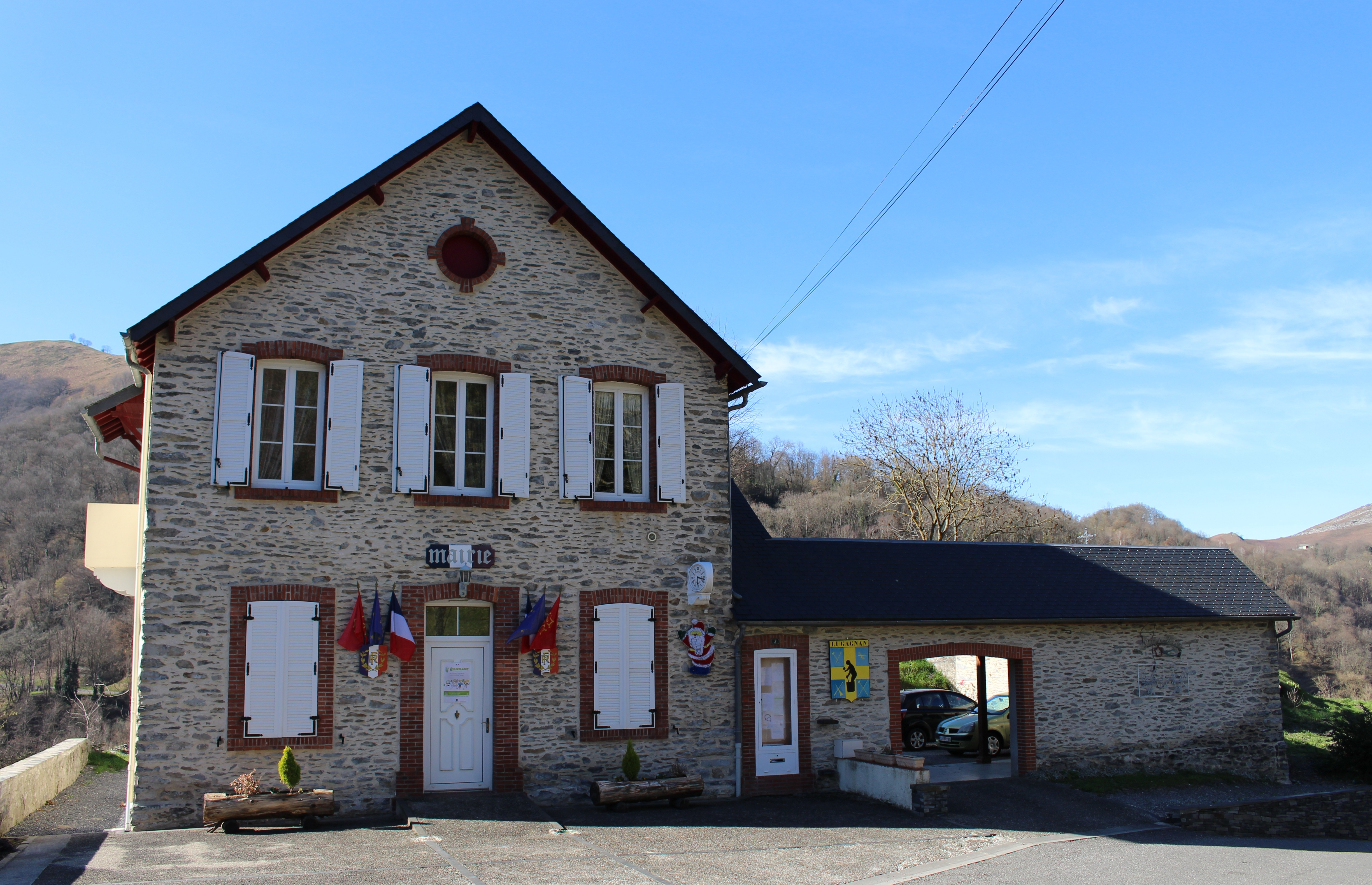
Rathaus (mairie)

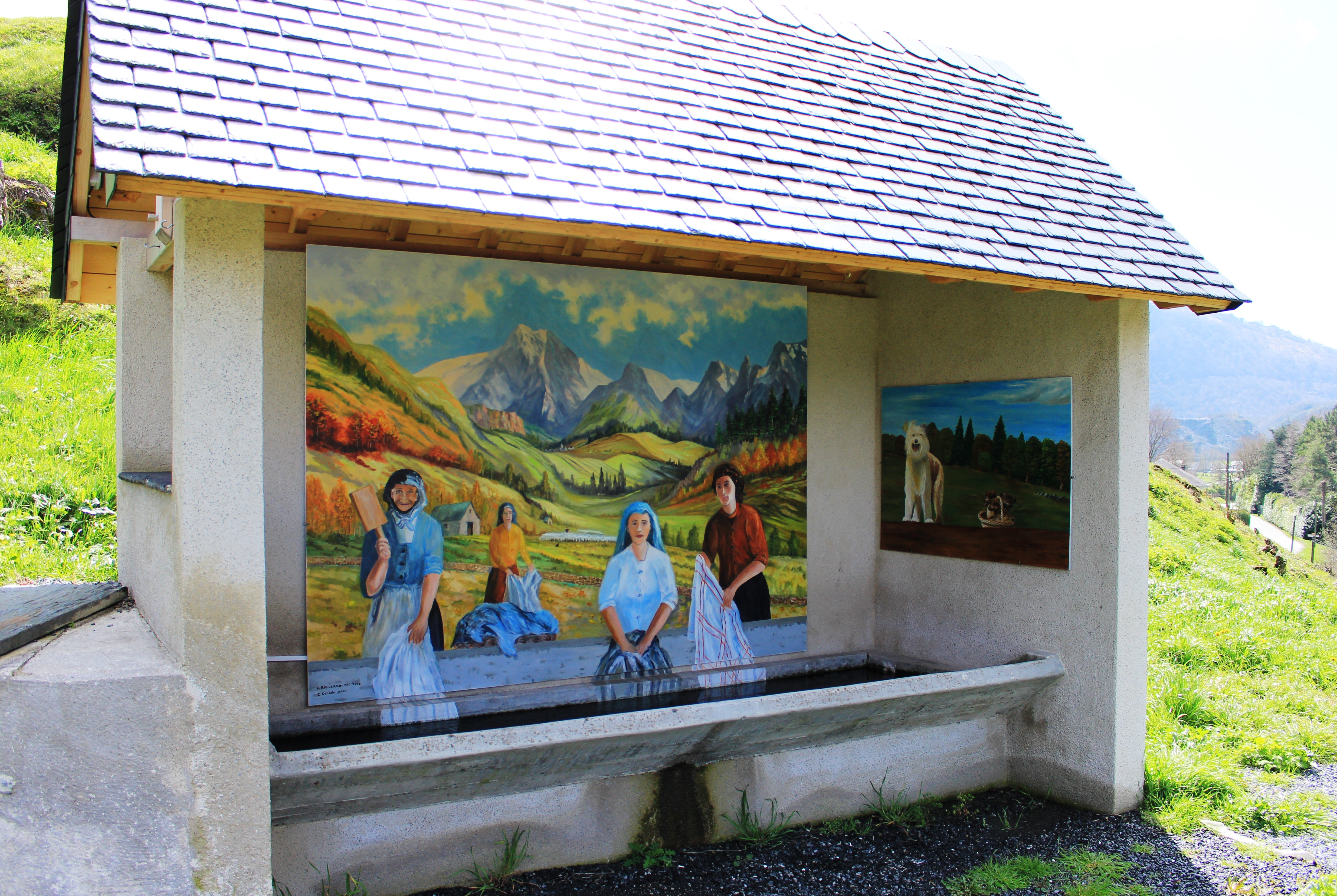
Ehemaliges öffentliches Waschhaus

### Pfarrkirche Saint-Saturnin
Die unauffällige kleine Landkirche wurde im Jahre 1724 errichtet, wie die Inschrift auf einem Bruchstein aus Marmor am Eingang belegt. Sie besitzt ein einschiffiges Langhaus und einen markanten asymmetrischen Glockengiebel mit zwei Aussparungen für die Glocken. Er wird durch einen wuchtigen Stützpfeiler abgesichert, auf dem in der Höhe eine Turmuhr aufgehängt ist. Die Nische über dem Eingang birgt eine Statue des Schutzpatrons, des heiligen Saturninus von Toulouse, die mit einem Glas geschützt ist. Im Jahre 2013 wurde die Kirche vollständig restauriert. Bei dieser Gelegenheit wurde die frühere große Turmuhr, die nicht mehr lief, durch eine kleinere ersetzt.
Das Kircheninnere ist durch Täfelung und Kanzel verschönert. Der Hauptaltar aus Steinen der Umgebung ist ein Werk von Voldoire aus Lourdes. Er wird von zwei Statuen eingerahmt, eine mit Maria mit Jesuskind, die andere mit dem heiligen Saturninus. Das Weihwasserbecken zeigt die für die Gegend typische Form mit einem Verschluss aus konvexen Holzklappen. Die modernen Glasfenster der Kirche sind von einem lokalen Künstler geschaffen worden. Eines zeigt die Darstellung des heiligen Michael Garicoits. Im Innern des Beichtstuhls aus dem 18. Jahrhundert wurde bei der Restaurierung ein Holztafelbild aus dem 17. oder 18. Jahrhundert entdeckt mit der Darstellung des heiligen Saturninus, das bis zu dem Zeitpunkt als Zwischenwand diente. Es ist seit dem 25. Mai 2012 als Monument historique eingeschrieben.

## Wirtschaft und Infrastruktur
Lugagnan liegt in den Zonen AOC der Schweinerasse Porc noir de Bigorre und des Schinkens Jambon noir de Bigorre.

### Verkehr
Lugagnan ist über die Routes départementales 13, 26, 713 und 821, die ehemalige Route nationale 21, erreichbar.
Außerdem ist die Gemeinde über eine Linie des Busnetzes Lignes intermodales d’Occitanie von Tarbes nach Gavarnie-Gèdre mit anderen Gemeinden des Départements verbunden.